# Lesterville
Lesterville és una població dels Estats Units a l'estat de Dakota del Sud. Segons el cens del 2000 tenia 158 habitants.

## Demografia
Segons el cens del 2000, Lesterville tenia 158 habitants, 63 habitatges, i 45 famílies. La densitat de població era de 305 habitants per km².
Dels 63 habitatges en un 36,5% hi vivien nens de menys de 18 anys, en un 58,7% hi vivien parelles casades, en un 7,9% dones solteres, i en un 27% no eren unitats familiars. En el 23,8% dels habitatges hi vivien persones soles el 14,3% de les quals corresponia a persones de 65 anys o més que vivien soles. El nombre mitjà de persones vivint en cada habitatge era de 2,51 i el nombre mitjà de persones que vivien en cada família era de 2,98.
Per edats la població es repartia de la següent manera: un 29,1% tenia menys de 18 anys, un 2,5% entre 18 i 24, un 28,5% entre 25 i 44, un 20,9% de 45 a 60 i un 19% 65 anys o més.
L'edat mediana era de 36 anys. Per cada 100 dones de 18 o més anys hi havia 100 homes.
La renda mediana per habitatge era de 41.667 $ i la renda mediana per família de 45.833 $. Els homes tenien una renda mediana de 24.464 $ mentre que les dones 17.813 $. La renda per capita de la població era de 15.487 $. Cap de les famílies i el 3,4% de la població estaven per davall del llindar de pobresa.

## Poblacions més properes
El següent diagrama mostra les poblacions més properes.